# Cerkev sv. Mohorja in Fortunata, Gornji Grad
Cerkev sv. Mohorja in Fortunata je poznobaročna, nekdaj samostanska, danes župnijska cerkev v Gornjem Gradu, v Sloveniji.

## Zgodovina
Benediktinski samostan je bil na pobudo patriarha Peregrina I. ustanovljen leta 1140 in razpuščen leta 1473. Škof Krištof Ravbar je dal v začetku 16. stoletja cerkev in samostan obdati z obzidjem. Delno je še ohranjeno samostansko obzidje in par stolpov. Romanske elemente kaže še vznožje cerkvenega stolpa in lapidarij v pritličju tega zvonika. Klesano kamenje priča o kakovostnih zidarjih in kamnosekih, veščih izdelave rastlinskih dekoracij na kapitelih.
Samostanska cerkev je bila postavljena v 12. stoletju. Samostan je leta 1461 prešel v last novoustanovljene ljubljanske škofije. Cerkev so večkrat prezidali. Romanska slopna bazilika z gotskim prezbiterijem, ki je bila takrat največja cerkev v takratni ljubljanski škofiji in je postala sostolnica (ker je bila druga rezidenca ljubljanskih škofov - ne pa po statusu).
Škof Ernest Amadej, grof Attems je dal v letih od 1752 do 1758/60 prenoviti cerkev, po načrtih graškega arhitekta Josepha Hueberja. Dela je vodil ljubljanski stavbni mojster Matija Persky. Gradnjo so finančno izdatno podprli kranjski deželni stanovi. Do leta 1751 so zgradili novo škofijsko rezidenco, dvorec z veliko in v celoti poslikano slavnostno dvorano. Novo cerkev (staro so podrli) so v letih 1752-59 gradili po vzoru ljubljanske stolnice, v baročnem slogu, v obliki latinskega križa s kupolo na križišču. Zvonik iz l. 1671 so nadzidali in prekrili s čebulasto streho. Nova, svetla fasada je konkavno oblikovana in vzvalovana, členijo jo pilastri. Zadnja obnova celotne cerkve je bila zaključena leta 1989.
30. maja 2021 je v cerkvi potekala umestitvena slovesnost celjskega škofa Maksimiljana Matjaža. Lokacija je bila izbrana, ker gre za največjo cerkev v celjski škofiji, kar je omogočalo udeležbo kar največ ljudi v času epidemije koronavirusa.

## Opis
Cerkev je dvoranska, z močnimi iz stene izstopajočimi slopi, ob njih pa stebri s kapiteli. Ladjo delijo pilastri, ki oblikujejo plitve kapele. Na križišču glavne ladje in transepta je na tamburju nad zidcem in kapiteli pilastrov kupola elipsoidne oblike. Štirikotni prezbiterij je zaobljen in valovi. Stenski slopi so sestavljeni iz pilastrov in tričetrtinskih stebrov, okrašeni s kompozitnimi kapiteli, vse pa povezuje bogat venec. 
Stranski oltarji so opremljeni s slikami, ki jih je med 1773-75 izdelal avstrijski slikar Martin Johann Schmidt (Kremser Schmidt) in predstavljajo Rojstvo, Zadnjo večerjo, Vstajenje in Vnebohod ter podobi Janeza Nepomuka in svetega Apolinarija. Manj kakovostne so slike Leopolda Layerja in Pavla Künla. V preddverju so shranjeni renesančni nagrobniki. Kvalitetna sta epitafa škofa Krištofa Ravbarja (1527), zdaj vzidan v podkorje in Ivana Kacijanarja, oboje delo Ožbalda Kitlla iz istega časa ter v zid ob župnišču vzidana oltarna plošča Mučeništvo sv. Andreja, ki jo je dal postaviti ljubljanski škof Krištof Ravbar.
Orgle je izdelal leta 1842 Alois Hoerbiger. Obok prezbiterija so poslikali ob koncu 19. stoletja. Posebnost cerkve je še kapela Božjega groba. 
Pročelje je baročno vzvalovano: srednji del je konkavno poglobljen in obdan z dvojnimi pilastri. Kipi v nišah pročelja so Straubovi (1755).
Dvorišče pred cerkvijo je urejeno s klopmi in vodnjakom. 
Samostan so med drugo svetovno vojno skoraj v celoti porušili. V obnovljenih delih je župnišče in nekaj zbirk. Zanimiva je zbirka razglednic in sakralnih podobic.
3. avgusta 1924 je cerkev dobila tri bronaste zvonove Mariborske livarne s težami 1482 kg, 684 kg in 417 kg, ki pa so bili odvzeti za potrebe druge svetovne vojne. Začasno sta jih nadomestila železna zvonova podružnične cerkve sv. Lenarta, ki sta pela v tonih f' in a'.
Po 93 letih, leta 2017, je cerkev dobila štiri nove bronaste zvonove livarne Bachert. 9. julija so jih posvetili in dvignili v zvonik, po sveti maši ob zahvalni pesmi pa so prvič zapeli. Izposojena železna zvonova sta bila vrnjena podružnični cerkvi sv. Lenarta.
| Št. | Posvetitev            | Letnica | Livar          | Premer (mm) | Teža (kg) | Udarni ton |
| 1   | Sv. Mohor in Fortunat | 2017    | Albert Bachert | 1625        | 2428      | H°         |
| 2   | Sv. Florjan           | 2017    | Albert Bachert | 1355        | 1380      | d'         |
| 3   | Sv. Lenart            | 2017    | Albert Bachert | 1080        | 686       | fis'       |
| 4   | Sv. Marija Magdalena  | 2017    | Albert Bachert | 917         | 432       | a'         |